# Dzibanche
Koordinaten: 18° 38′ 15″ N, 88° 45′ 32,5″ W
Dzibanche (auch Dzibanché, selten Tz'ibanche oder Tzibanché) ist eine im Süden des mexikanischen Bundesstaates Quintana Roo gelegene Ruinenstätte der Maya. Der Name ist modern und bezieht sich auf die mit Hieroglypheninschriften versehenen, hölzernen Balken des Türsturzes in einem der Tempel.

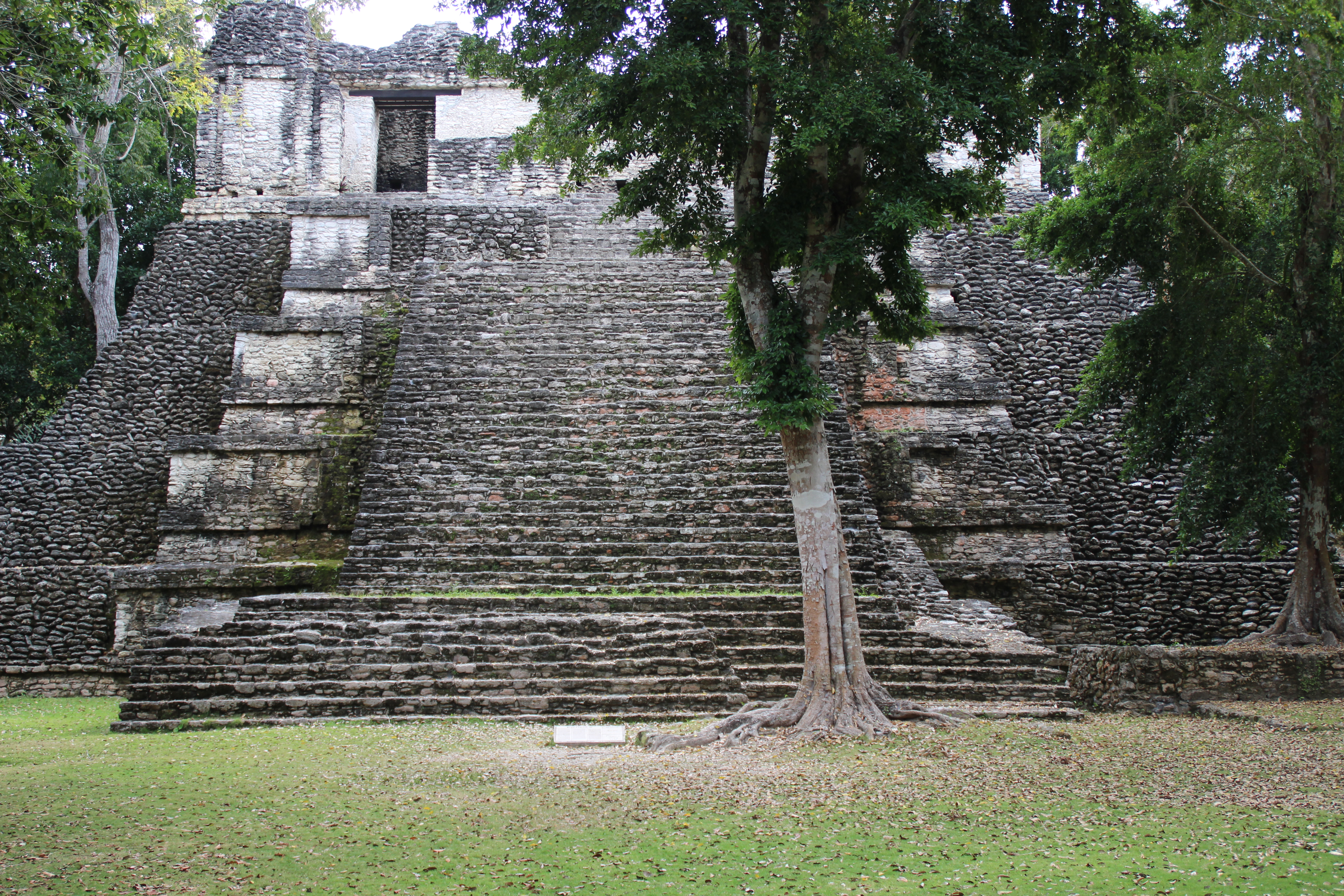
Dzibanché, Struktur VI oder Templo de los Dinteles

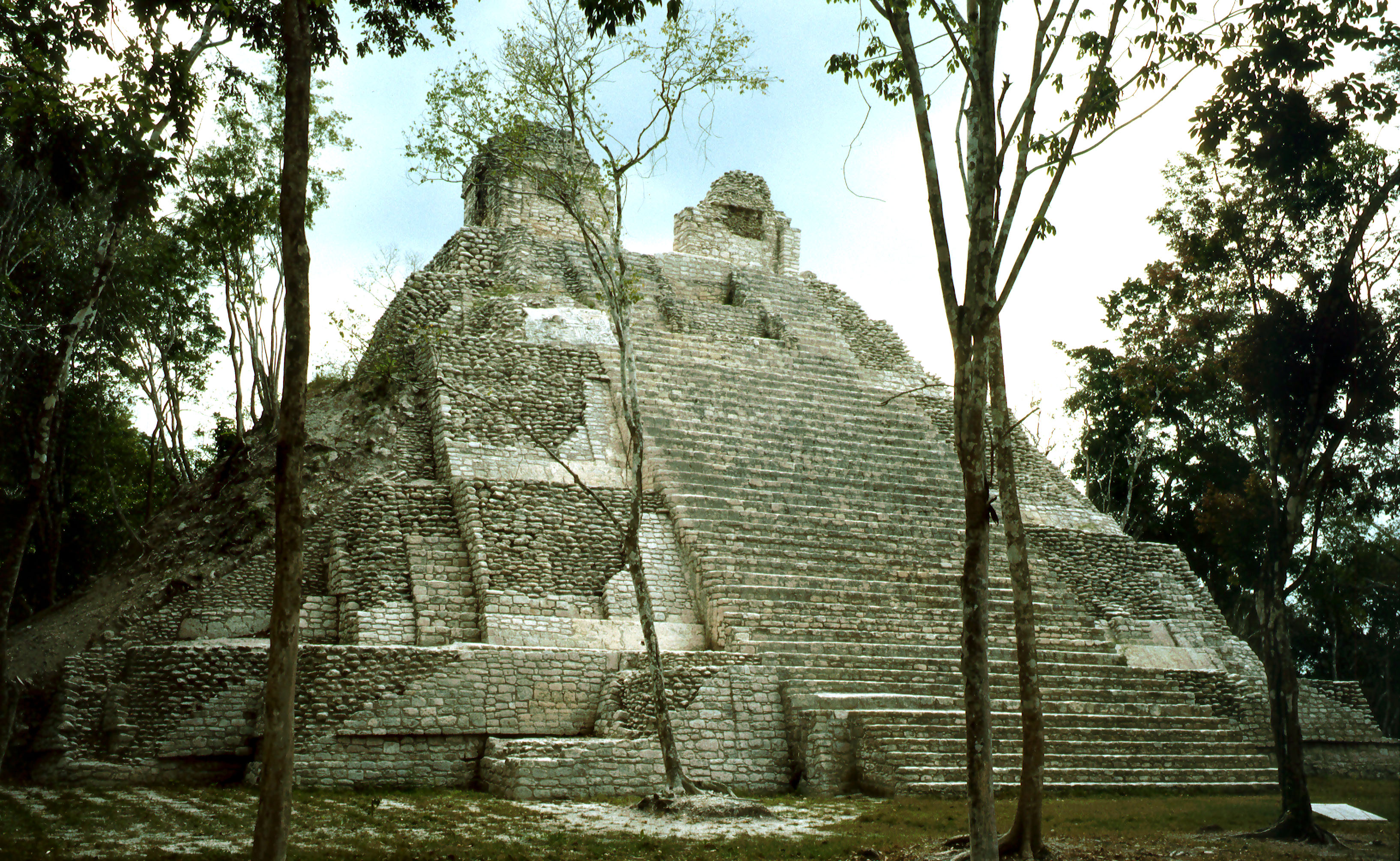
Tempelpyramide (Templo de Buhos) in Dzibanche nach der Restaurierung

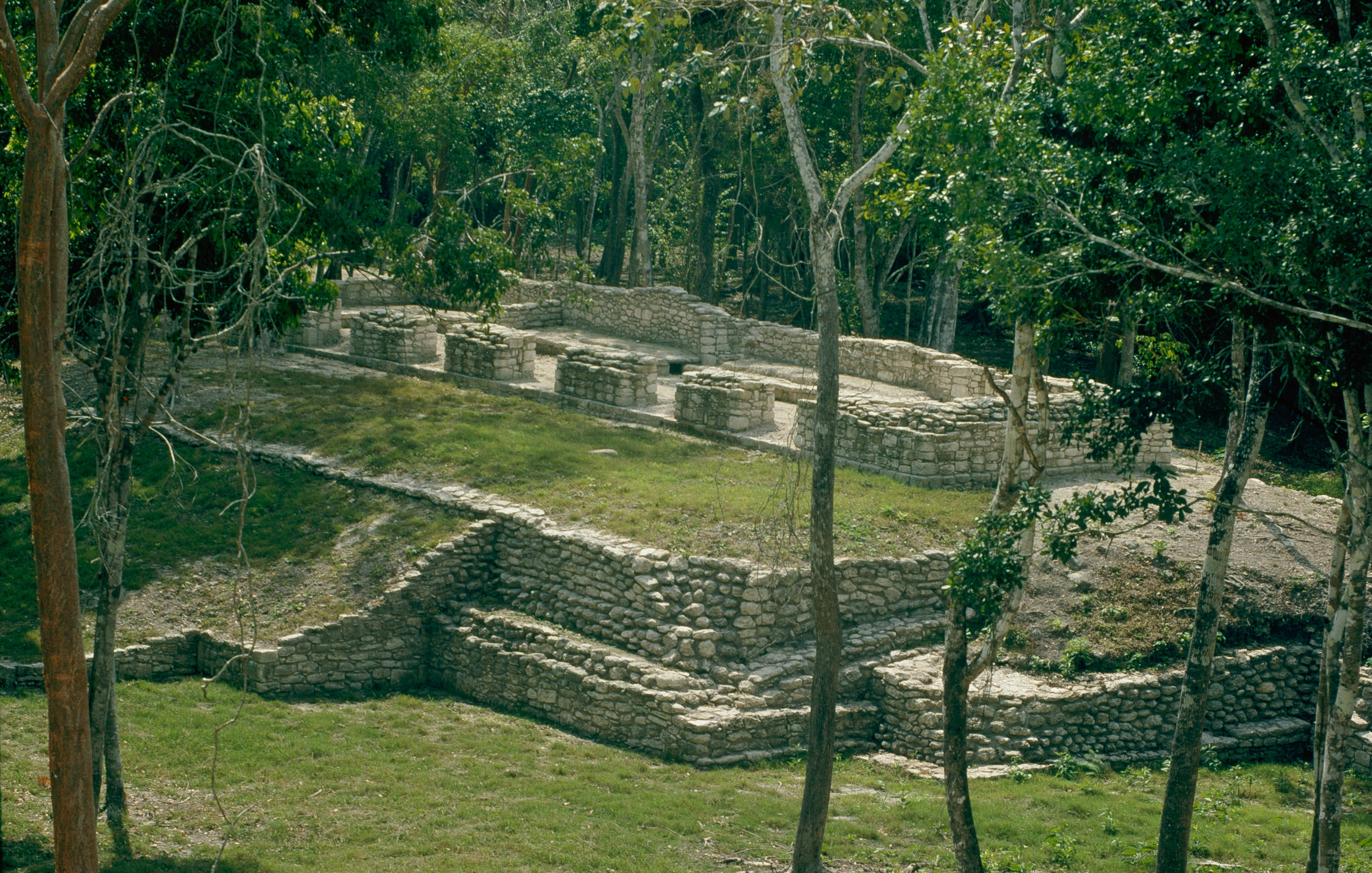
Dzibanché, Struktur XVI

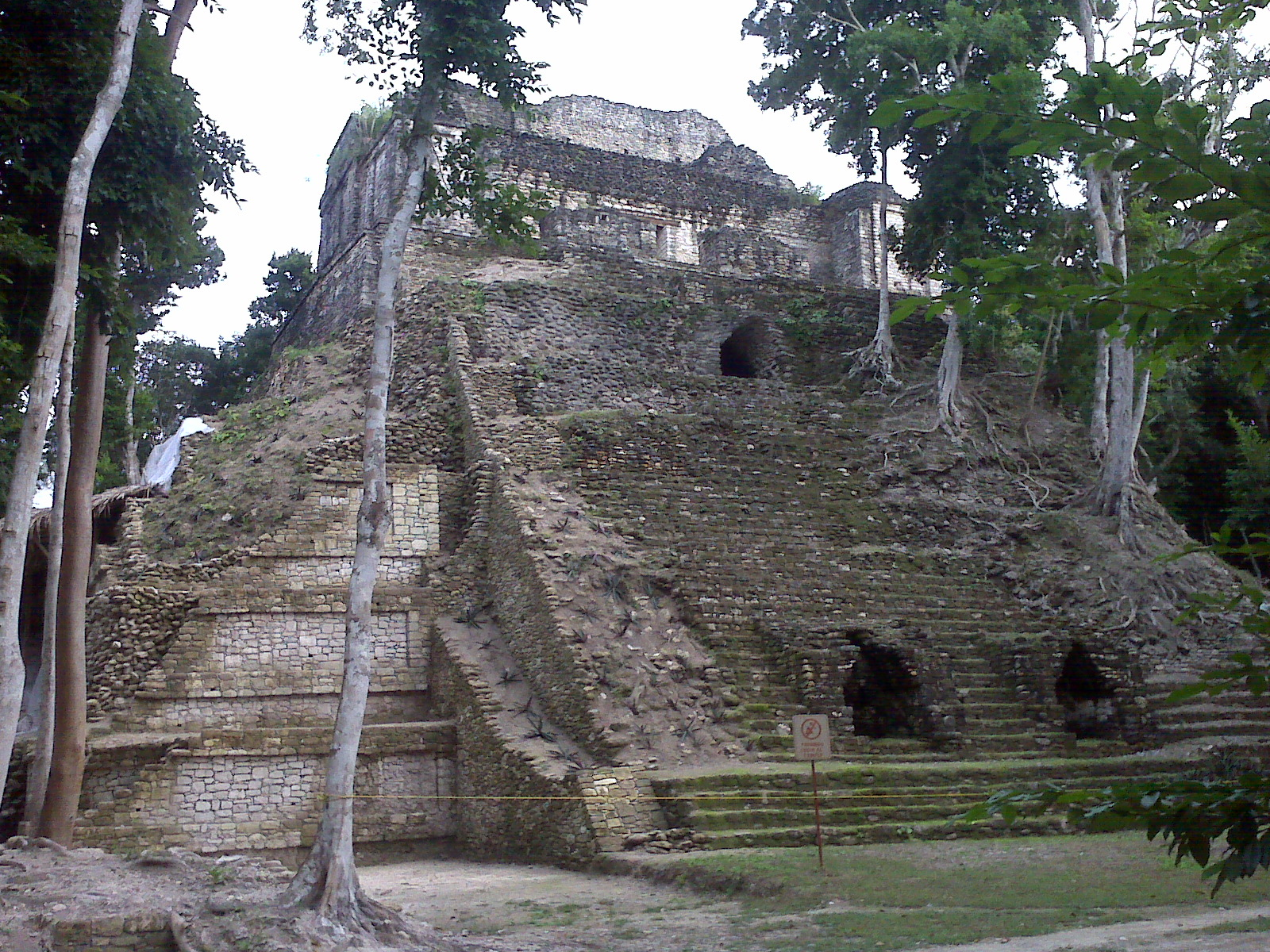
Dzibanché

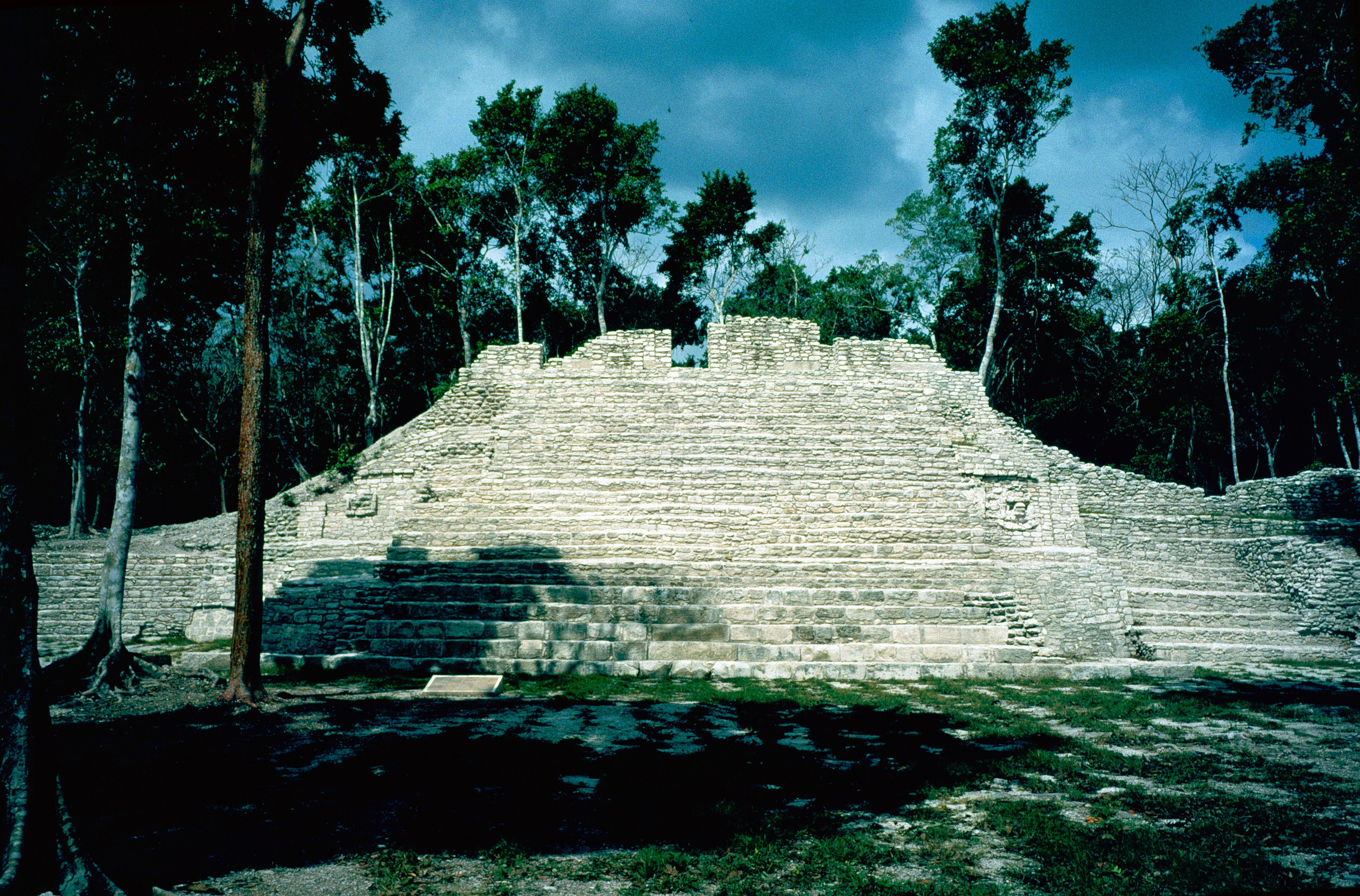
„Tempel der Gefangenen“ mit Inschriftentreppe

## Lage
Dzibanché liegt im Buschwald Yucatáns ca. 6 km nordöstlich des Ortes Morocoy und ca. 75 km (Fahrtstrecke) nordwestlich der Küsten- und Grenzstadt Chetumal in einer Höhe von ca. 70 m ü. d. M.

## Geschichte
Die Maya-Stadt Dzibanché existierte bereits im 2. Jahrhundert v. Chr. und war möglicherweise im 5. Jahrhundert Hauptstadt der Kaan-Dynastie, die später von Calakmul aus regierte. Das älteste überlieferte Datum stammt vermutlich aus dem Jahr 322. Die letzte Nennung war im Jahr 909.
Auch während der Postklassik war Dzibanché teilweise bewohnt. Es finden sich Siedlungsspuren aus der Zeit um 1200 und die Tempel wurden mindestens bis ins 16. Jahrhundert von den umwohnenden Maya zu Ritualen aufgesucht.
Der Platz wurde im Jahr 1927 von Thomas Gann wiederentdeckt. Zu Beginn der 1990er Jahre fand man bei Ausgrabungen heraus, dass Dzibanche ein bedeutender Vasallenstaat von Calakmul war und in der Frühklassik den Höhepunkt seiner Entwicklung erreichte. Auf den relativ großen Einfluss der Stadt weisen reich ausgestattete Gräber von Adeligen sowie eine Treppe mit Maya-Glyphen und Darstellungen von Gefangenen hin.
Es ist unklar, ob der nur ca. 2 km nördlich gelegene Nachbarort Kinichná eine eigenständige Maya-Stadt war oder ob er in Abhängigkeit von Dzibanché stand.

## Bauten
Die hochgelegenen Teile der beiden großen Tempelpyramiden wurden in den 1990er Jahren weitgehend restauriert; die unteren Teile befinden sich dagegen zumeist noch im Zustand bei ihrer Entdeckung.
- Wichtigstes Bauwerk aus der Sicht der Archäologen ist die Struktur VI oder Palacio de los Dinteles. Der aufstehende Tempel stammt aus dem frühen 8. Jahrhundert; hier wurden die beschriebenen Sturzbalken gefunden, nach denen der Ort benannt ist.
- Die „Kormoranpyramide“ (Templo de los Cormoranes) ist das höchste und markanteste Bauwerk der Stadt. Ihre Architektur zeigt Formen des im zentralmexikanischen Teotihuacán entwickelten Talud-tablero-Stils.
- Zu Füßen der Pyramide befand sich ein großer Platz, der von weiteren Gebäuden (palacios) umstanden war.
- Vor der „Tempel der Gefangenen“ genannten Struktur 13 befand sich eine Inschriftentreppe.

Umgebung
- Die ca. 2 km nördlich gelegene Maya-Stätte Kinichná wird dominiert von einer großen Akropolis mit mindestens 5 Tempeln.

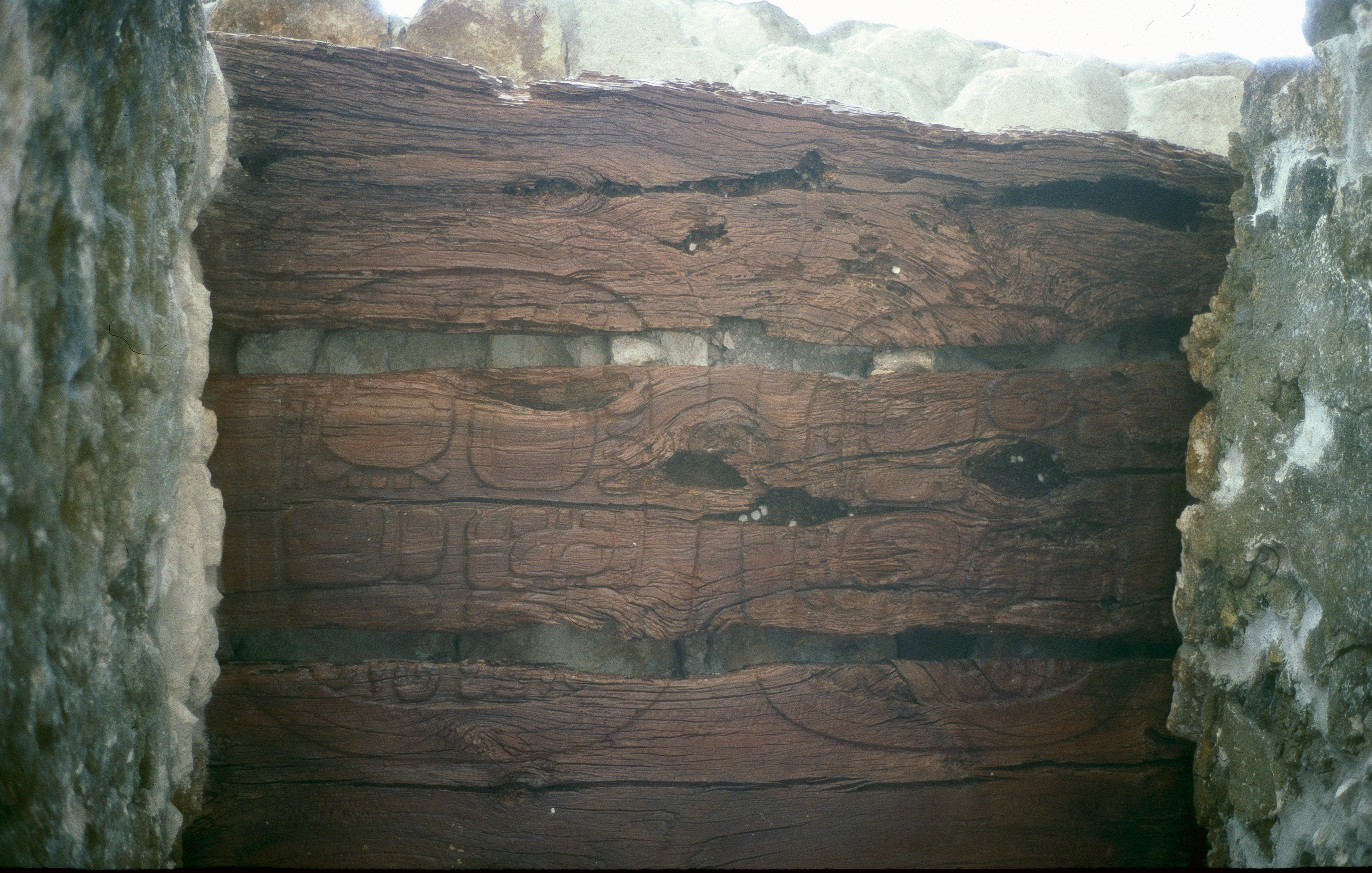
Sturzbalken mit Maya-Glyphen
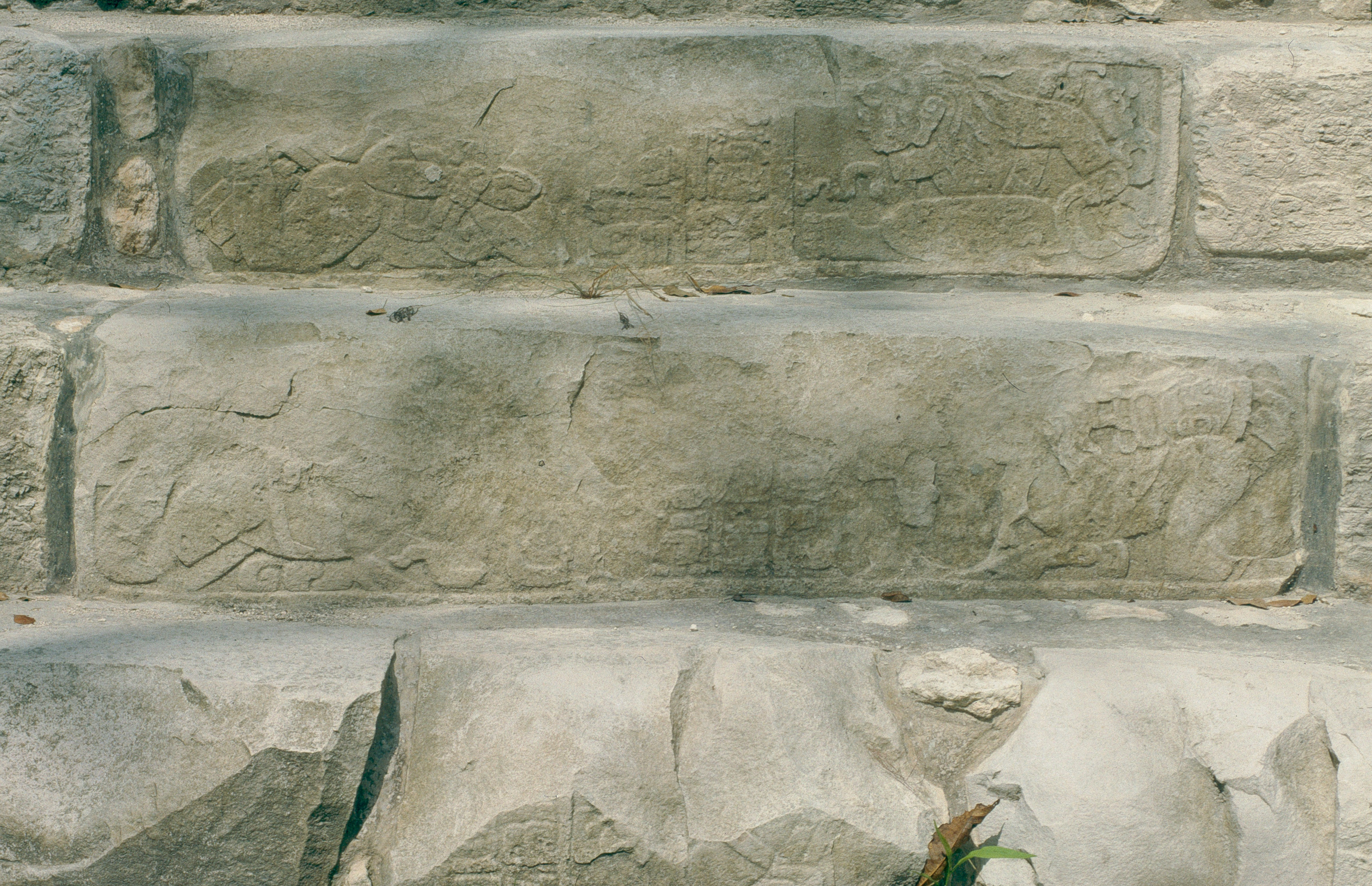
Inschriftentreppe (Detail)
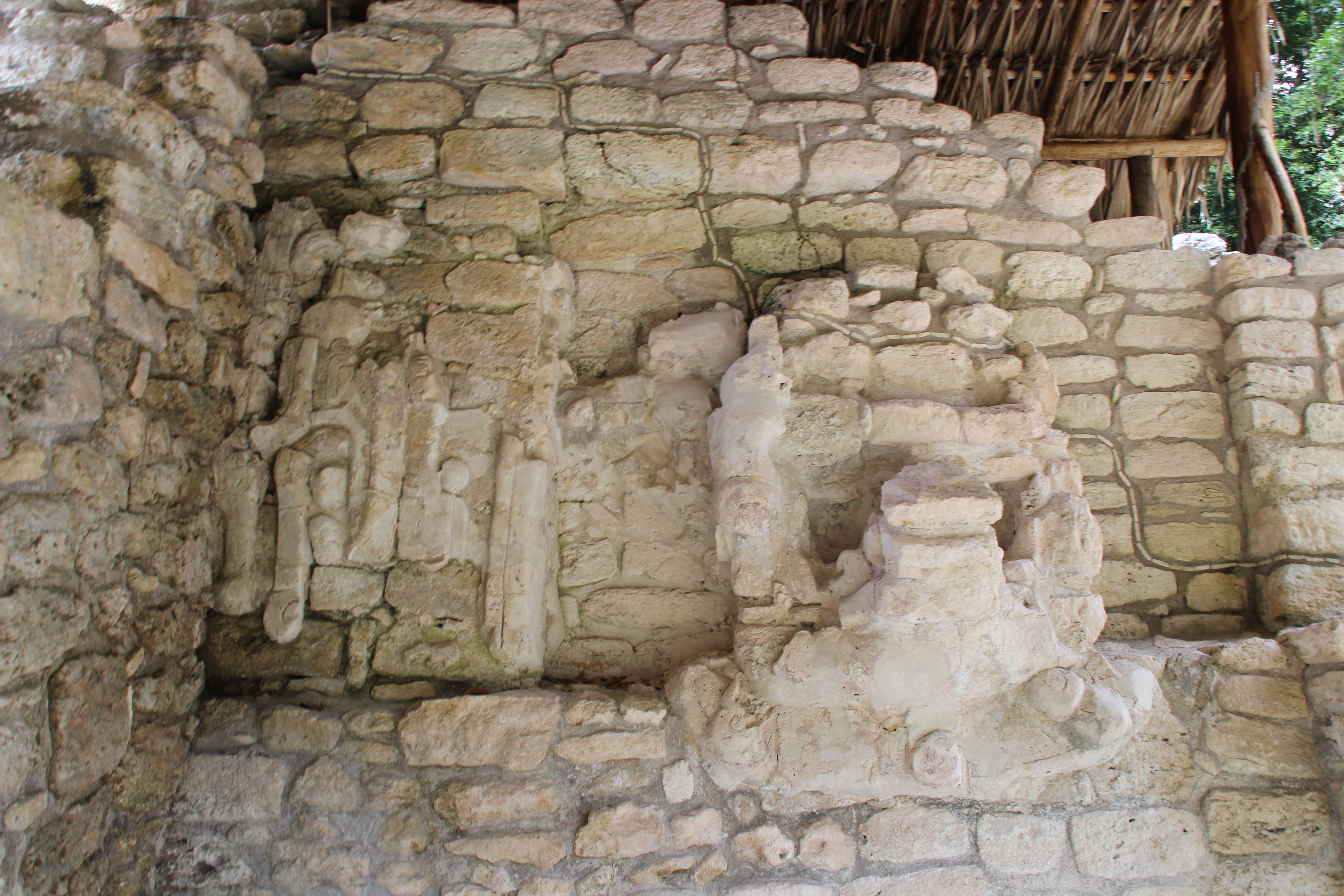
Ehemals mit Stuck verkleidete Maske
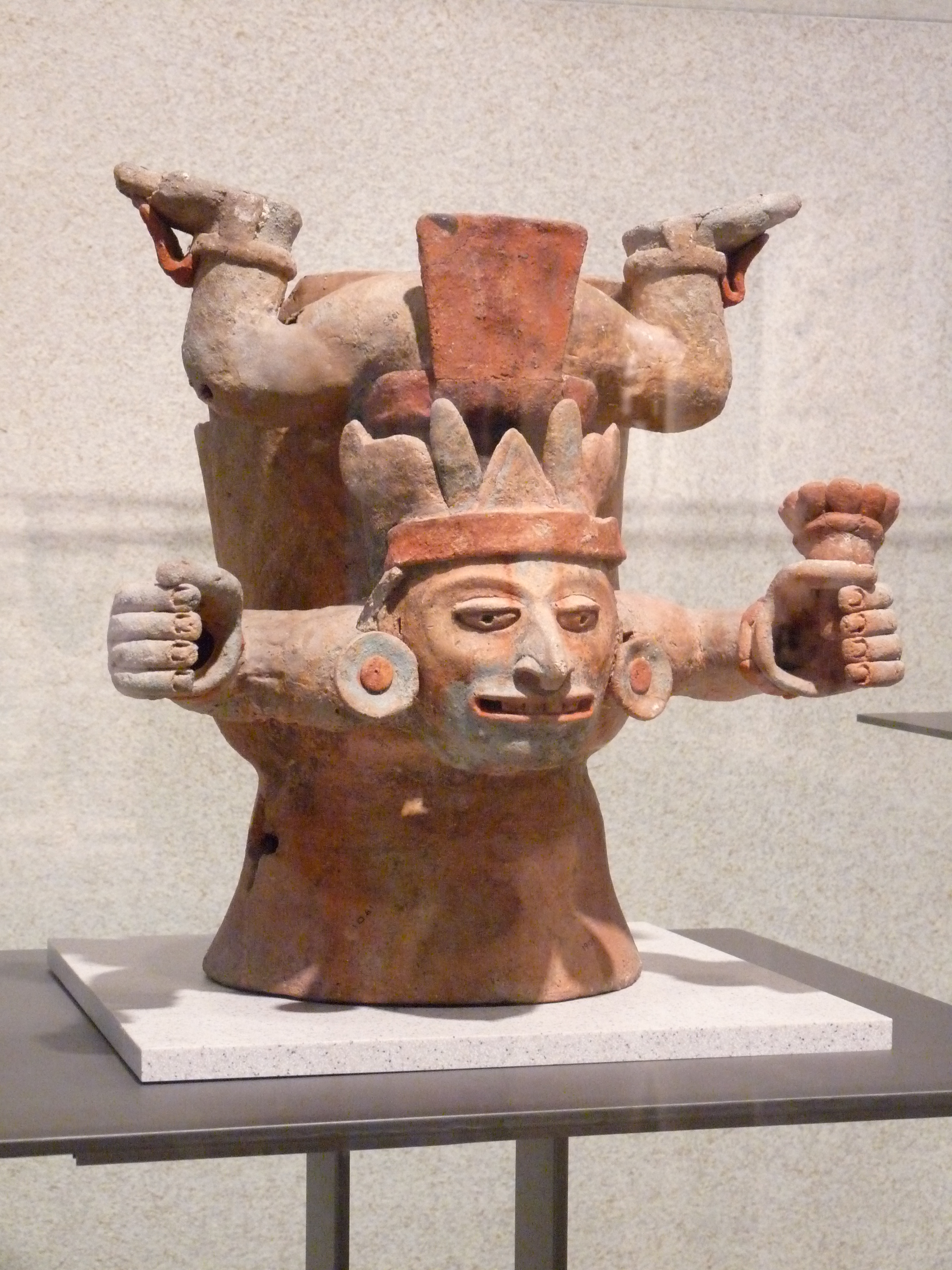
Tonfigur des „Herabsteigenden Gottes“

## Ansichten

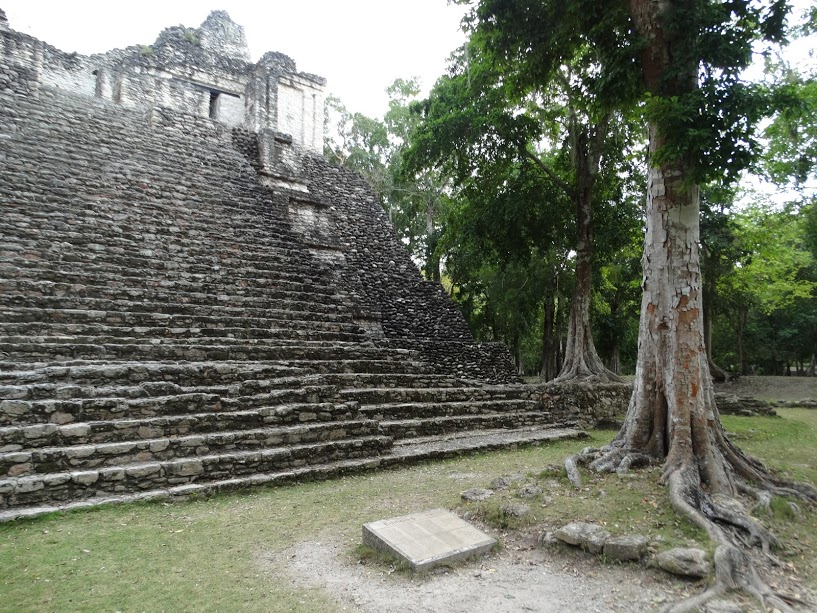
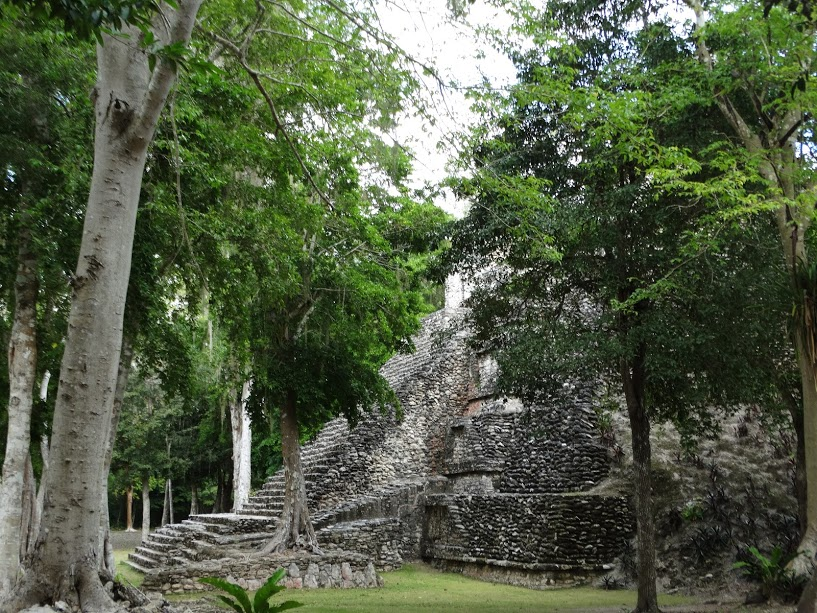
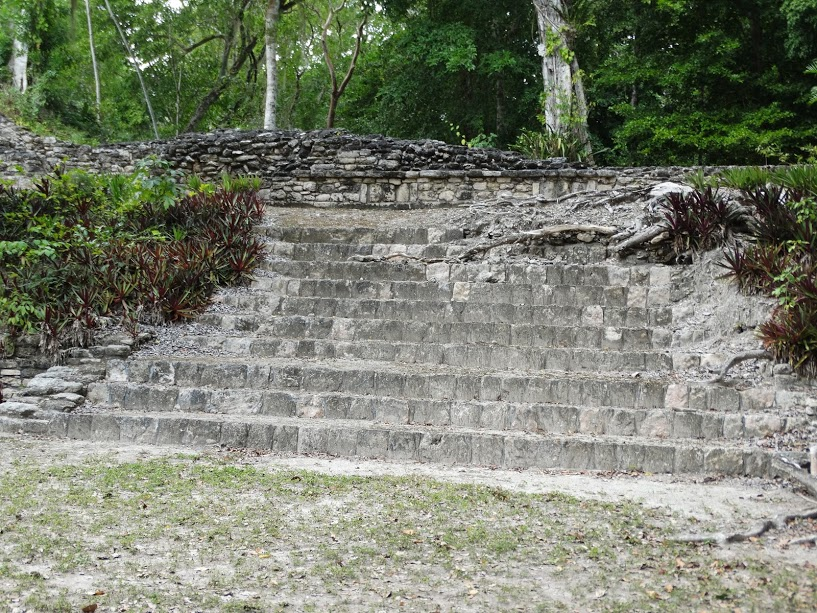
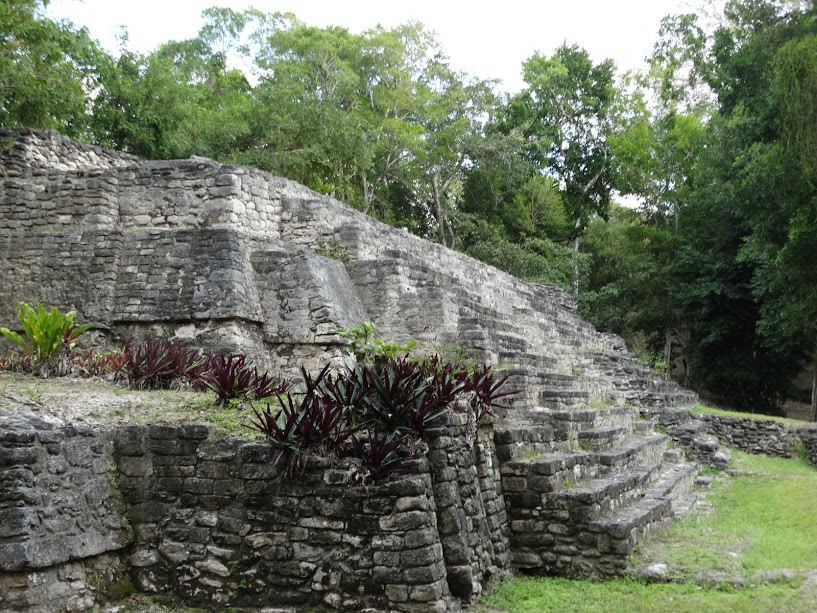
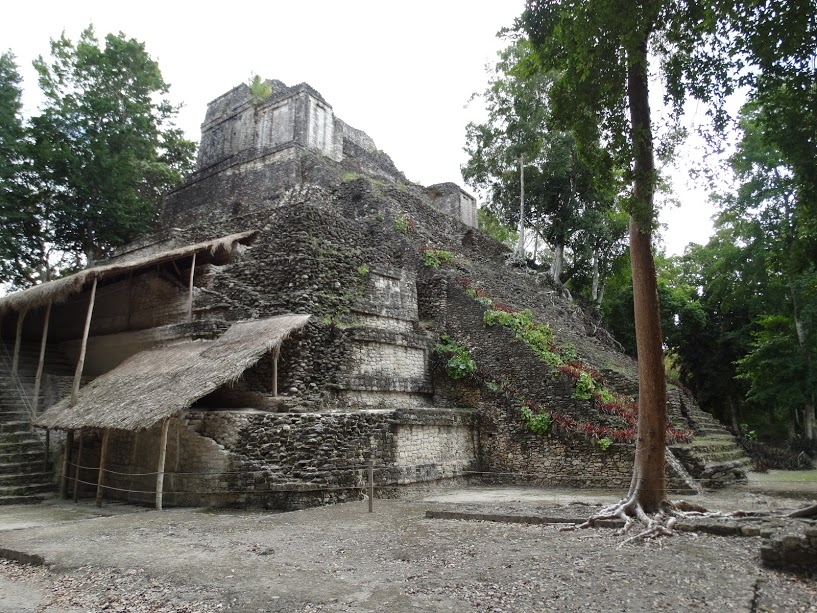